# Asesoría Jurídica Internacional
La Asesoría Jurídica Internacional (AJI) del Ministerio de Asuntos Exteriores, Unión Europea y Cooperación de España es el principal órgano asesor de la Administración General del Estado en materia de derecho internacional.
La Asesoría Jurídica Internacional (o AJI) tiene como principales funciones emitir informes, representar a España ante algunos tribunales internacionales —como el Tribunal Internacional de Justicia o el Tribunal Internacional del Derecho del Mar—, participar en conferencias internacionales o delegaciones diplomáticas para la negociación de tratados internacionales, y asesorar al Gobierno en la elaboración de anteproyectos de ley sobre cuestiones de Derecho internacional. Su sede se encuentra en el Palacio de Santa Cruz (Madrid), al igual que el Ministerio al que está vinculada.

## Historia

### Antecedentes
En los primeros meses de la Segunda República, mediante la Ley de Presupuestos Generales del Estado de 1932, vigente desde el 1 de abril de ese año, se creó una plaza de asesoría a la Dirección de Asuntos Políticos del Ministerio de Estado. La plaza fue sacada a concurso ese mismo mes y, el 14 de junio de 1932, el abogado y doctor en Derecho José de Villalonga e Ibarra fue nombrado primer asesor en cuestiones jurídicas internacionales.
Por Decreto de 31 de diciembre de 1935 se institucionalizó formalmente la «Asesoría de Asuntos Internacionales», creando una segunda plaza de asesor denominada «agregado diplomático a la Asesoría». En febrero de 1936, se regularon sus funciones y se estableció que los asesores serían parte del Cuerpo de Abogados del Estado. Se trata pues, del antecedente directo de la actual asesoría del Ministerio.

### Asesoría Jurídica actual
La Asesoría Jurídica Internacional se creó formalmente en 1938, mediante un Decreto que organizaba los Servicios del Ministerio de Asuntos Exteriores, de 16 de febrero de ese año. En el mismo se disponía la creación de una Asesoría Jurídica, como sección dependiente de la Subsecretaría de Asuntos Exteriores. En sus más de 80 años de existencia, la Asesoría Jurídica Internacional ha dictado más de 20.000 informes, emitiéndose hasta más de medio millar por año.
Durante la X Legislatura, la Asesoría Jurídica Internacional desarrolló una labor muy importante en la elaboración de tres leyes que renovaron la legislación española en materia de Derecho internacional: la Ley 2/2014, de 25 de marzo, de la Acción y del Servicio Exterior del Estado, la Ley 25/2014, de 27 de noviembre, de Tratados y otros Acuerdos Internacionales —que sustituye al Decreto 801/1972, de 24 de marzo, que había regido esta cuestión durante más de cuarenta años— y la Ley Orgánica 16/2015, de 27 de octubre, sobre privilegios e inmunidades de los Estados extranjeros, las Organizaciones Internacionales con sede u oficina en España y las Conferencias y Reuniones internacionales celebradas en España.

## Jefe de la Asesoría
A lo largo de su historia, el papel de Jefe de la Asesoría Jurídica Internacional ha sido ocupado tanto por profesores universitarios como por diplomáticos de reconocido prestigio. En concreto, de los quince jefes que ha tenido la Asesoría (contando el actual), siete han sido catedráticos de Derecho Internacional, siete han sido diplomáticos y uno ostentaba ambas condiciones. No obstante, los catedráticos han ocupado la plaza durante un periodo mucho más prolongado que los diplomáticos: más de 59 años por catedráticos, 21 por diplomáticos y cuatro por quien ostentaba ambas condiciones. En la actualidad, ocupa el puesto de jefe de la AJI el profesor Santiago Ripol Carulla, catedrático de Derecho Internacional Público y Relaciones Internacionales de la Universidad Pompeu Fabra de Barcelona. Los dieciséis jefes (contando el actual) que ha tenido la Asesoría han sido:
| Nombre                               | Categoría                                                                                                   | Año inicio | Año fin     |
| ------------------------------------ | --- | ---------- | ----------- |
| José María Trías de Bés y Giró       | Catedrático de Derecho Internacional de la Universidad de Salamanca y de la de Barcelona                    | 1938       | 1965        |
| Santiago Martínez Caro               | Diplomático. Embajador de España.                                                                           | 1966       | 1970        |
| Antonio Poch y Gutiérrez de Caviedes | Catedrático de Derecho Diplomático y Consular en la Universidad Complutense de Madrid. Embajador de España. | 1970       | 1974        |
| José Manuel Lacleta Muñoz            | Diplomático. Embajador de España.                                                                           | 1975       | 1981        |
| José Antonio Yturriaga Barberán      | Diplomático. Embajador de España.                                                                           | 1981       | 1982        |
| Amador Enrique Martínez Morcillo     | Diplomático. Embajador de España.                                                                           | 1982       | 1983        |
| Fernando Arias-Salgado y Montalvo    | Diplomático. Embajador de España.                                                                           | 1983       | 1985        |
| Aurelio Pérez Giralda                | Diplomático. Embajador de España.                                                                           | 1985       | 1986        |
| José Antonio Pastor Ridruejo         | Catedrático de Derecho Internacional en la Universidad Complutense de Madrid.                               | 1986       | 1998        |
| Aurelio Pérez Giralda                | Diplomático. Embajador de España.                                                                           | 1998       | 2002        |
| Juan Antonio Yáñez-Barnuevo García   | Diplomático. Embajador de España.                                                                           | 2002       | 2004        |
| Concepción Escobar Hernández         | Catedrática de Derecho Internacional Público en la Universidad Nacional de Educación a Distancia            | 2004       | 2012        |
| José Martín y Pérez de Nanclares     | Catedrático de Derecho Internacional Público y Relaciones Internacionales de la Universidad de Salamanca    | 2012       | 2018        |
| Carlos Jiménez Piernas               | Catedrático de Derecho Internacional Público de la Universidad de Alcalá                                    | 2018       | 2021        |
| Consuelo Ramón Chornet               | Catedrática de Derecho Internacional Público de la Universidad de Valencia                                  | 2021       | 2022        |
| Santiago Ripol Carulla               | Catedrático de Derecho Internacional Público y Relaciones Internacionales de la Universidad Pompeu Fabra    | 2022       | En el cargo |